# Pasul Ghimeș-Palanca
Pasul Ghimeș-Palanca (maghiară Gyimesi-szoros) este o trecătoare din Carpații Orientali, localizată la o altitudine de 684 m (720 m după alte surse) și aflată la limita dintre Munții Tarcăului (aflați la nord - est) și Munții Ciucului (aflați la sud - vest).

## Repere geografice
La sud - vest de trecătoare se găsește vârful Ghimeș (934 m), iar la nord - est de aceasta Dealul Biliboc (1195 m).
În apropiere se găsesește tot pe valea Trotușului spre sud-vest, Pasul Ghimeș. Spre nord-vest se află pasurile Fagului (Bukkhavas) și Aranioș.

## Rol
Pasul este un punct de trecere intermediar între Depresiunea Ghimeș și Depresiunea Comănești, ambele aflate în Moldova. 
Șoseaua care traversează pasul, DN12A, face legătura între localitățile Ghimeș și Palanca. Paralele cu șoseaua, merge Magistrala de cale ferată 501.

## Oportunități turistice
- Cetatea Rákóczi (1780), situată pe vechea linie de demarcație a graniței dintre Moldova și Transilvania.[3]
- Muzeul Feroviar Ghimeș-Făget, situat lângă ruinele cetății Rákoczi.[4]
- Mormântul sublocotenentului erou Emil Rebreanu aflat în satul Palanca, ce amintește că aici a fost executat pe 14 mai 1917 de către autoritățile militare Austro-Ungare fratele scriitorului Liviu Rebreanu.[5]